# Jason Segel
Jason Jordan Segel (18 de gener de 1980, Los Angeles, Califòrnia), més conegut com a Jason Segel, és un actor estatunidenc de cinema i televisió que es va fer conegut per la seva participació en sèries com Freaks and Geeks, “Vida universitària” i la interpretació de Marshall Eriksen en How I Met Your Mother (CBS).

## Primers anys de vida
Jason Segel va néixer a Los Angeles, és fill de Jillian i Alvin G. Segel i va créixer a Pacific Palisades, (Califòrnia). Anà a l'escola de Hebrew i a la St. Matthew's Parish. Té un germanastre major i una germana petita, Alison. Després de la seva educació bàsica, Jason estudià a Harvard-Westlake, essent un membre aciu del dos campionats de bàsquet CIF que aconseguiren en el 1996 i el 1997. Fou el suplent del bessons Jarron Collins i Jason Collins, els quals arribaren a ser jugadors de bàsquet professionals. Jason tenia esperances d'arribar a ser actor mentre estava a la Universitat, però finalment rebutjà entrar-hi.

## Filmografia
- 1998 No puc esperar (Can't Hardly Wait) Matt, Watermelon Guy
- 1998 Dead Man on Campus Kyle SLC Punk! Mike
- 1999 New Jersey Turnpike
- 2002 Slackers Sam Schechter
- 2003 11:14 Leon (Paramedic # 1) Certainly Not a Fairytale Leo
- 2004 LolliLove Jason
- 2005 The Good Humor Man Smelly Bob
- 2006 Bye Bye Benjamin Theodore Everest
- 2007 Knocked Up Jason
- 2008 Passo de tu (Forgetting Sarah Marshall). Guionista i protagonista (Peter Brett)
- 2009 I Love You, Man Sydney Fife
- 2010 Desplicable Me
- 2010 Los viajes de Gulliver
- 2010 The Greatest Muppet Movie Ever Made
- 2011 Bad Teacher
- 2011 The Adventurer's Handbook
- 2011 Friens with benefits
- 2011 The Muppets
- 2012 The Five-Year Engagement
- 2013 This Is the End
- 2014 Sex Tape

## Televisió
- 1999-2000 Freaks and Geeks Nick Andopolis, Part del repartiment principal; 18 episodis
- 2001 North Hollywood Leon, Part del repartiment principal
- 2001-2002 Undeclared Eric, Actor convidat en 7 episodis
- 2004 Harry Green and Eugene Eugene Green, Part del repartiment principal
- 2004-2005 CSI: Crime Scene Investigation Neil Jansen, Actor convidat a 3 episodis
- 2005 Alias Sam Hauser, Actor convidat en 1 episodi
- 2005-2014 How I Met Your Mother Marshall Eriksen, Part del repartiment principal